# Татарск (Красноярский край)
Татарск — посёлок в Туруханском районе Красноярского края, находится на межселенной территории.

## Географическое положение
Посёлок находится примерно в 120 км от центра района — села Туруханск, на правом берегу Енисея вблизи устья Татарки.

## Климат
Климат резко континентальный, субарктический. Зима продолжительная. Средняя температура января −30˚С, −36˚С. Лето умеренно теплое. Средняя температура июля от +13˚С до +18˚С. Продолжительность безморозного периода 73 — 76 суток. Осадки преимущественно летние, количество их колеблется от 400—600 мм.

## История
Поселок был основан в 1770 году. Основатели Трофим Иванович Еремеев и Гавриил Иванович Нестеров. До 1986 в поселке размещалась отдельная радиолокационная рота ПВО. После передислокации роты в Ямбург поселок заброшен.

## Население
| 2010 |
| ---- |
| 0    |